# Galileo Pallotta
Galileo Pallotta (Cerignola, 5 aprile 1797 – Napoli, 3 settembre 1885) è stato un medico italiano.

## Biografia
Nel 1824 si laurea in medicina, sempre nello stesso anno scopre lo Sciroppo di Pariglina, una medicina contro le malattie erpetiche causate dalla sifilide. Fu docente all'Università di Napoli. Nel 1875 gli viene assegnata la medaglia d'argento, per l'invenzione del lampo artificiale. Nel 1828 sposò Grazia Maria Gala. 
Fu sindaco di Cerignola nel 1835-1851. Morì il 3 settembre 1885, all’età di 88 anni.

## Opere
- Discorso della pianura di Puglia / esaminata nella gran parte delle competenze scientifiche del professore Galileo Pallotta (1851)
- Pensieri agricoli (1876)

- Sciroppi a base di alcaloidi (1877)

- Le acque zampillanti nell'agro di Cerignola (1878)

- Nuovo rimedio antimalarico (1879)